# Paul Wißkirchen
Paul Wißkirchen (* 22. April 1936 in Ludendorf, heute zu Swisttal; † 24. April 2003 in Odenthal-Blecher) war ein deutscher Kirchenmusiker.

## Leben
Paul Wißkirchen studierte an der KHK St. Gregorius in Aachen, an der Robert Schumann Hochschule Düsseldorf sowie an der Hochschule für Musik und Tanz Köln Kirchenmusik. Sein Studium schloss er mit dem Kantorenexamen (A-Examen), der Künstlerischen Reifeprüfung sowie dem Konzertexamen ab. 
1969 wurde Wißkirchen zum Organisten des Altenberger Doms berufen. Dort wirkte er bis zu seiner Pensionierung 2001 als katholischer Kirchenmusiker und Domorganist. 1974 bildete er gemeinsam mit dem Trompeter Wolfgang G. Haas das Ensemble Trompete und Orgel Köln. Er rief 1980 den „Internationalen Orgelzyklus Altenberg“ ins Leben. Zusammen mit Wolfgang Seifen gründete er 1987 die „Internationale Orgelakademie Altenberg“. In seine Amtszeit fiel auch der Neubau der großen Klais-Orgel im Dom.

## Tondokumente (Auswahl)
- Bach, Haydn, Mozart, Scarlatti. Die Oberlinger-Orgel in der St. Pankratius-Kirche zu Odenthal. LP. Organo Phon, 1978.
- Trompete und Orgel Köln. Konzertante Barockmusik aus dem Dom zu Altenberg. Mit Wolfgang G. Haas. LP. Motette Ursina, 1980.
- Die Orgel im Altenberger Dom. Mit Volker Hempfling. LP. Mitra, 1980.
- Bilder einer Orgel. Folge 1. LP. Lupophon, 1981.
- Das Historische Orgelwerk des Felix Mendelssohn Bartholdy. Mit Werken von Johann Sebastian Bach/Eine Dokumentation. LP. Motette, 1983 (Bestenliste der Deutschen Schallplattenkritik).
- Die Orgel im Altenberger Dom. CD. Motette, 1987.
- Alexandre Guilmant: Ausgewählte Orgelwerke Vol. 1. Symphonien für Orgel und Orchester. Paul Wißkirchen an der Orgel des Altenberger Domes, mit Mitgliedern des Gürzenich-Orchesters, Köln. CD. Motette, 1989.
- Petr Eben: Konzert Für Orgel Und Orchester „Symphonia Gregoriana“. Andreas Meisner und Paul Wißkirchen (Orgel), Händelfestspielorchester Halle, Leitung: Volker Hempfling. CD. Motette Ursina, 1991.
- Charles-Marie Widor: Sämtliche Symphonien - Symphonie Nr. 3 Op. 69 und Sinfonia Sacra Op. 81 für Orgel und Orchester (Volume 8). Paul Wißkirchen, Volker Hempfling, Gürzenichorchester Köln, Philharmonia Hungarica. CD. Motette Ursina, 1995.
- Wagner, Händel, Grieg, Bruch. Bayer-Philharmoniker, Paul Wißkirchen, Lena Lootens, Christian Ludwig, Frauenchor und Männerchor Bayer Leverkusen, Dirigent: Rainer Koch. CD. Bayer, 1996.

## Kompositionen und Bearbeitungen (Auswahl)
- Lefébure-Wély alla „Colonia“ - Für rheinische Organisten Nr. 1. Hans-Gerd Klais gewidmet. Wolfgang G. Haas-Musikverlag, Köln.
- Bruch, Max: Suite für Orgel & Orchester, op. 88. Wolfgang G. Haas-Musikverlag, Köln.
- Händel, Georg Friedrich: Suite aus "Il Pastor fido", HWV 8, Bearbeitung für 2 Trompete/(n) und Orgel/Klavier oder Trompete, Oboe, Orgel/Piano. Wolfgang G. Haas-Musikverlag, Köln.
- Mouret, John-Joseph: Suites de Symphonies - Premiere Suite de Fanfares, C-Dur für Trompete in B/C und Orgel. Wolfgang G. Haas-Musikverlag, Köln.

## Hausorgel
Die Hausorgel von Paul Wißkirchen wurde 1982 von Orgelbau Schulte erbaut. 2005 wurde sie an eine Privatperson verkauft.
| I Manual  |     |
| Rohrflöte | 04′ |
| Octave    | 02′ |

| II Manual               |       |
| Gemshorn                | 4′    |
| Überblasende Gemsquinte | 1 ⁄3′ |

| III Manual |    |
| Gedackt    | 8′ |

| Pedal       |    |
| Subbass     | 8′ |
| Bassflöte   | 4′ |
| Gedeckflöte | 2′ |